# Ubertino Pallavicini
Ubertino Pallavicini (? - 1278) da Dinastia Pallavicini, foi Marquês do Marquesado de Bodonitsa, estado cruzado na Grécia. Governou de 1237 até 1278 e foi vassalo do reino de Tessalónica, criado após a conquista de Constantinopla pelos cruzados na Quarta Cruzada em 1204.  Foi seguido no governo do marquesado por Isabela Pallavicini, irmã do anterior. Em 1248 tornou-se vassalo do Principado de Acaia.